# 羅曼·葉廖緬科
羅曼·葉廖緬科（俄语：Роман Алексеевич Ерёменко；1987年3月19日—）是一位同时具有俄羅斯和芬蘭国籍的足球運動員。在場上的位置是中場。目前效力於俄羅斯足球超級聯賽球隊莫斯科斯巴達，他曾效力於莫斯科中央陸軍足球俱樂部。他也代表芬蘭國家足球隊參加賽事。